# آریا والاس
}}آریا والاس (انگلیسی: Aria Wallace؛ زادهٔ ۳ نوامبر ۱۹۹۶) یک هنرپیشه، و خواننده اهل ایالات متحده آمریکا است. وی بین سال‌های ۲۰۰۲ تا ۲۰۱۰ میلادی فعالیت می‌کرد.

## بخشی از فیلمشناسی
از فیلم‌ها یا برنامه‌های تلویزیونی که وی در آن نقش داشته‌است می‌توان به آثار زیر اشاره کرد.
- افسون‌شده (۲۰۰۳)
- کارنیوال (۲۰۰۳)
- نمایش دهه ۷۰ (۲۰۰۳)
- قاضی ایمی (۲۰۰۴)
- نمایش گفتگومحور امشب با جی لنو (۲۰۰۴)
- کدبانوهای وامانده (۲۰۰۵)
- مرد کامل (۲۰۰۵)
- ذهن‌های جنایتکار (۲۰۰۵)
- سی‌اس‌آی: نیویورک (۲۰۰۵)